# Russell Island, Nunavut
Russell Island är en ö i Kanada.   Den ligger i territoriet Nunavut, i den norra delen av landet, 3 400 km nordväst om huvudstaden Ottawa. Arean är 989 kvadratkilometer.
Terrängen på Russell Island är lite kuperad. Öns högsta punkt är 251 meter över havet. Den sträcker sig 34,7 kilometer i nord-sydlig riktning, och 55,5 kilometer i öst-västlig riktning.
Trakten runt Russell Island består i huvudsak av gräsmarker. Trakten runt Russell Island är nära nog obefolkad, med mindre än två invånare per kvadratkilometer.